# 톈저우 3호

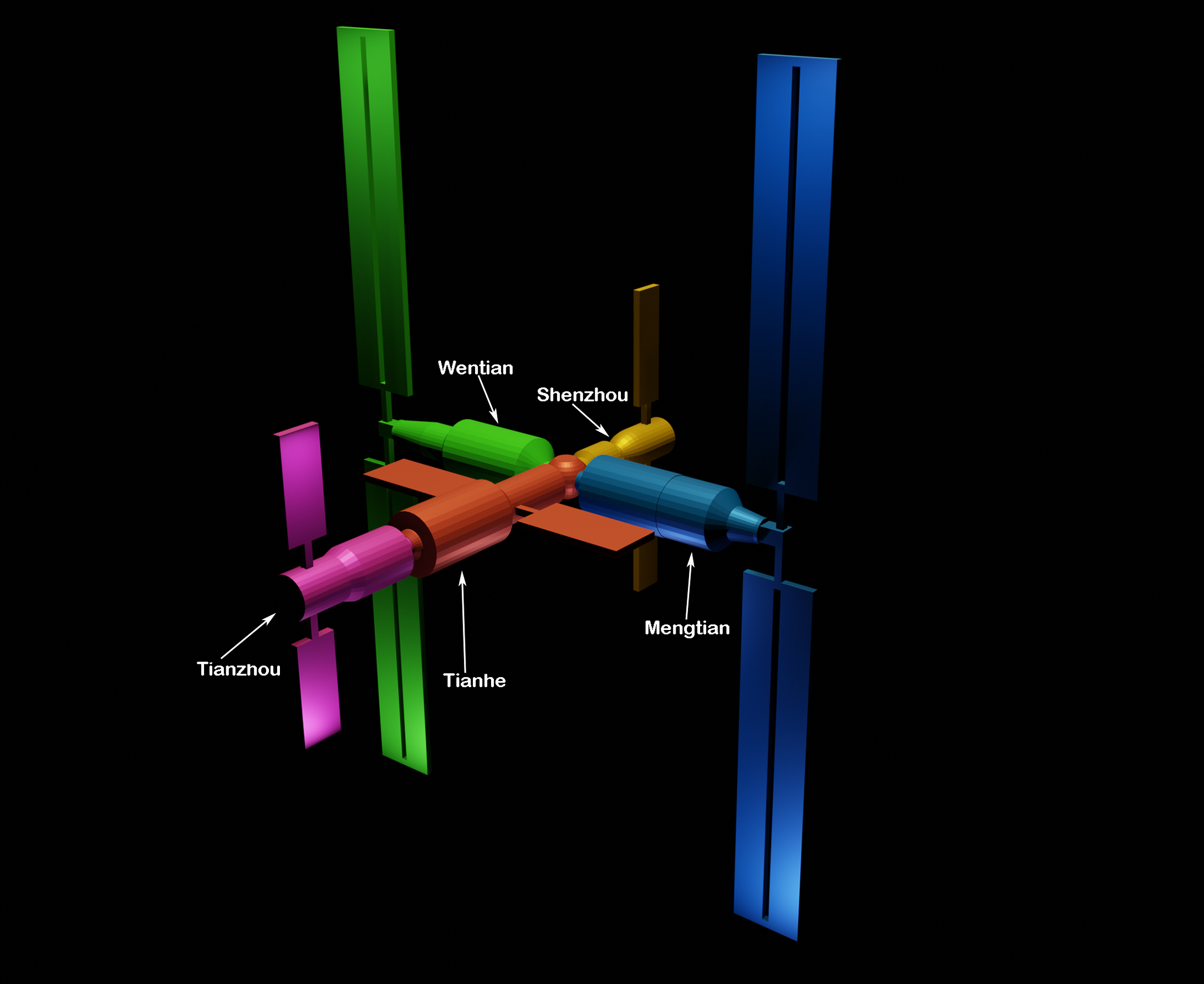
톈궁 우주정거장의 구성

톈저우 3호 (중국어 간체자: 天舟三号, 정체자: 天舟三號, 한자음: 천주 3호)는 중국 톈궁 우주정거장의 화물 모듈이다.

## 역사
톈저우 (우주선) 시리즈인 톈저우 3호는 2021년 9월 20일 발사되었다.
하이난성 원창 위성발사센터에서 창정 7호 야오(遙)-4 로켓으로 발사했다. 톈저우 3호에는 조만간 발사할 선저우 13호 유인우주선에 탑승할 우주비행사들을 위한 각종 보급 물품 6t이 실려있다. 화물 우주선 톈저우 3호는 중국의 독자 톈궁 우주정거장 건설을 위한 11번의 임무 중 4번째 임무다.
공허중량이 6.64톤인데, 여기에 6톤의 화물을 실어서 발사중량은 12.64톤이다.
20일 오후 3시 10분(현지 시간) 하이난(海南)의 원창(文昌) 우주발사장에서 창정(長征) 7호 로켓에 실려 발사된 톈저우 3호가 발사 약 6시간 30분 뒤인 오후 10시 8분 톈허 모듈과 도킹에 성공했다.
톈저우 3호에 실린 가스실린더는 우주인들이 생존할 수 있는 대기 환경을 만들어준다. 특수 복합 소재로 제작된 이 가스실린더는 300배의 대기압을 충전할 수 있어 우주인이 장시간 사용할 수 있는 것으로 알려졌다. 신화통신은 "톈저우 3호에는 우주인을 위한 선외 활동복이 실렸을 뿐만 아니라, 6개월치 물자를 선적하기 위해 화물 적재 효율도 향상시켰다"고 전했다.